# Виконт Слим

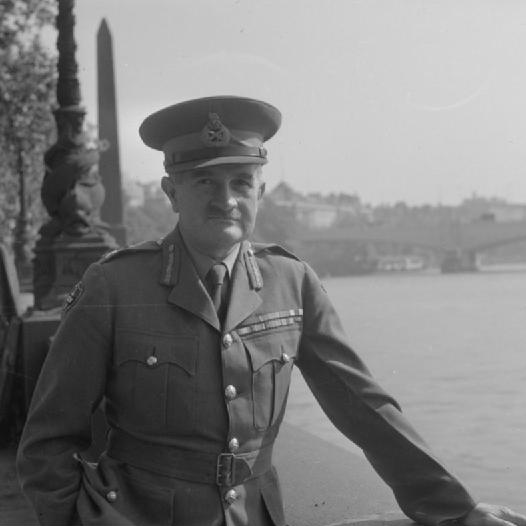
Фельдмаршал
Уильям Слим,
1-й виконт Слим

Виконт Слим (англ. Viscount Slim) из Ярралумлы, в Австралийской столичной территории и Бишопстон в городе и графстве Бристоль — аристократический титул в пэрстве Соединённого королевства. Титул был создан в 1960 году для фельдмаршала сэра Уильяма Слима по окончании своего пребывания на посту генерал-губернатора Австралии. По состоянию на 2024 год титул держит его внук, третий виконт, который наследовал его отцу. 2-му виконту, в 2019 году, который в свою очередь являлся одним из девяноста избранных наследственных пэров, которые остаются в Палате лордов после прохождения Акта о Палате лордов 1999 года и заседал как независимый.

## Виконты Слим (1960)
- Уильям Джозеф Слим, 1-й виконт Слим (1891—1970);
- Джон Дуглас Слим, 2-й виконт Слим (1927—2019), сын 1-го виконта;
- Марк Уильям Родон Слим, 3-й виконт Слим (род. 1960), сын 2-го виконта;

Наследник: достопочтенный Руфус Уильям Родон Слим (род. 1995), сын 3-го виконта.